# Романов, Владимир Александрович (шашист)
Владимир Александрович Романов (13 января 1909 — ?) — советский спортсмен, мастер спорта СССР по русским шашкам.
Владимир Романов начал играть в шашки в 15-летнем возрасте. В 1928 году уже выиграл чемпионат Харькова по шашкам-64, а в 1930 году получил звание мастера. В дальнейшем Романов трижды становился призёром чемпионатов СССР, как до Великой Отечественной войны, так и после неё (в том числе на V чемпионате СССР в 1934 году — несмотря на два поражения по ходу турнира). Многократный чемпион Латвии.
Романов продолжал выступать в шашечных соревнованиях и в возрасте 60 лет, в 1968 году выиграв турнир мастеров в Юрмале. К его 60-летнему юбилею в 1969 году в журнале «Шашки» отмечалось, что его стиль отличает постоянное стремление к красоте игры, он последовательно избегает теоретических вариантов, ведущих к ничьим, несмотря на то, что поиск красивых опровержений теории иногда отрицательно сказывается на его турнирном положении: «Знание теории нужно ему лишь для того, чтобы от неё отклоняться».